# 邯鄲淳
邯鄲淳（约132年—221年），東漢三国魏书法家、文學家，名竺，字子叔，一作子淑，一作子禮，颍川阳翟（今河南禹州）人，一作陳留人。

## 生平
邯鄲淳師於曹喜，尤精古文大篆、八分隸書，善蒼雅蟲篆。《書評》称其书：“应规入矩，方圆乃成。”此外邯郸淳還博學有才章。
東汉桓帝元嘉元年（151年），上虞縣長度尚對曹娥悲憐其義，命其弟子邯鄲淳為之作曹娥碑。建安中為曹植臨菑侯文學。曹魏黄初年间，邯鄲淳為博士給事中。

## 著作
著有《笑林》、《艺经》。詩作僅存《赠吴處玄诗》。